# Tauroraphidia marielouisae
Tauroraphidia marielouisae is een kameelhalsvliegensoort uit de familie van de Raphidiidae. De soort komt voor in Turkije.
Tauroraphidia marielouisae werd voor het eerst wetenschappelijk beschreven door H. Aspöck et al. in 1978.